# Song to Woody
Song to Woody – piosenka skomponowana przez Boba Dylana i nagrana przez niego na pierwszym albumie Bob Dylan w listopadzie 1961.

## Historia utworu
Dylan skomponował tę piosenkę 14 lutego 1961 w barze hotelu „Mills” w Greenwich Village, zaraz po jego spotkaniu się z ciężko chorym Guthriem u jego przyjaciół Gleasonów, którzy urządzili małe muzyczne zgromadzenie w ich domu w East Orange w New Jersey.
Po raz pierwszy piosenka została nagrana podczas wspólnego koncertu Dylana z Dave’em Vanem Ronkiem w „Gaslight Cafe” 6 września 1961.
Mimo tego, że jest to najlepsza z jego wczesnych kompozycji, była wykonywana niezwykle rzadko. Najpierw zapewne dlatego, iż był to może zbyt osobisty hołd Dylana dla Woody’ego Guthrie, jego mistrza, którego starał się naśladować. Później, gdy już znalazł własną drogę, nie musiał przypominać o swojej wczesnej fascynacji.
Z muzycznego punktu widzenia piosenka wykazuje wpływy kompozycji Guthriego „1913 Massacre”. Także i tekst powstał pod wpływem tekstu Guthriego – tym razem „Pastures of Plenty”.
Artysta powrócił do tego utworu dopiero w 1974 r., podczas swojego pierwszego tournée od wypadku w 1966 r. (z grupą The Band), następnie podczas tury koncertowej z Tom Petty and the Heartbreakers, potem w trakcie niektórych koncertów w czasie „Nigdy nie kończącego się tournée” (ang. „Never Ending Tour”) i wreszcie utwór został wykonany podczas koncertu z okazji trzydziestej rocznicy wydania pierwszego albumu (1992) i wydany na The 30th Anniversary Concert Celebration w 1993 r.

## Tematyka
Piosenka ta jest zarówno hołdem złożonym Guthriemu, jak również jego „błogosławieństwem” i pożegnaniem z nim. Utwór ten jest przedostatnim nagraniem na albumie, a więc jakby go podsumowuje. Dylan czuje się zupełnie wartościowym spadkobiercą Guthriego – wędruje jego śladami po zakurzonych traktach. Czuje się w pełni „hard travelin' man” – człowiekiem w nieustannej podróży.

## Dyskografia
- Masterpieces (1978)
- The Bootleg Series Vol. 7: No Direction Home: The Soundtrack (2005)
- Dylan 3-dyskowy przegląd twórczości (2007)

## Inne wersje
Piosenkę tę nagrało wielu wykonawców.
- Christy Moore na albumie Prosperous (1972)
- Earl Scruggs na Anniversary Special Volume 1 (1975)
- Wizz Jones na Magical Flight (1977)
- Dave Van Ronk na Somebody Else, Not Me (około 1978 r.)
- Rex Foster na Artist (1991) i na May Your Song Always Be Sung: The Songs of Bob Dylan, Volume 3 (2003)
- Mike Seeger na Singin' Mike Seeger Sings Good Ol' Folk Songs (1997)
- Michael Montecrossa na Jet Pilot (2000)